# Bulbophyllum encephalodes
Bulbophyllum encephalodes là một loài phong lan thuộc chi Bulbophyllum.